# Greiss
Greiss ist ein viehmordender Dämon aus der Sagenwelt des Alpenraums. Er ist eine Personifizierung der Rauschbrandseuche.
Das Greiss kann laut Überlieferung in der Gestalt einer schwarzen Katze, eines Eichhörnchens, oder eines Fremden erscheinen oder durch die Taufe eines Lammes hervorgerufen werden und Viehbestände ganzer Alpen vernichten. Zur Vorbeugung könne man Opfer erbringen, zur Bekämpfung müsse ein silberweisser Stier von einer Jungfrau auf die Alp geführt werden, der das Greiss dann besiege.